# Orgoteina
L'orgoteina è un farmaco appartenente ad un gruppo di proteine idrosolubili, note con il nome di superossido dismutasi (SOD). Tali proteine sono largamente distribuite in natura e catalizzano la conversione dei radicali superossidi a perossidi.
In natura esistono parecchi tipi di tali proteine, che differiscono fra loro a seconda del contenuto in metalli. Le più comuni sono quelle contenenti rame o rame e zinco.
Oltre all'orgoteina viene utilizzata la sudismasi, una N-acetil superossido dismutasi umana, ottenuta mediante tecnologia del DNA ricombinante, che contiene un gruppo prostetico di rame e zinco. Altre forme di superossido dismutasi umane, ottenute per tecnologia del DNA ricombinante, sono in fase di sperimentazione per le loro proprietà di 'spazzini' dei radicali liberi, nella prevenzione del danno da riperfusione nel trapianto e in varie condizioni ischemiche.

## Meccanismo di azione
L'orgoteina è una superossido dismutasi prodotta dal fegato di bovini come composto chelato misto rame-zinco. Viene isolata a seguito di emolisi, da eritrociti bovini liberi da plasma. La molecola possiede una conformazione compatta mantenuta da circa 4 grammo-atomi di metalli bivalenti chelati.
Le superossido dismutasi sono dotate di proprietà antinfiammatorie. Durante le prime fasi di un processo infiammatorio si libera il superossido-anione O2-, il quale può avere effetti nocivi sulle membrane biologiche e sulle macromolecole. All'interno della cellula la sua produzione è controllata dalle superossido dismutasi endogene. Questo tipo di controllo non può avvenire nei liquidi extracellulari poiché in questa sede tali enzimi non esistono. Quando il superossido-anione O2- è prodotto in eccesso, esercita il suo effetto dannoso sulle cellule vicine, contribuendo a mantenere e sostenere il processo infiammatorio. La somministrazione di orgoteina viene effettuata con l'intento di interrompere tale processo flogistico permettendo l'apporto di una superossido dismutasi nel fluido extracellulare.

## Farmacocinetica
In seguito a somministrazione di orgoteina, nell'uomo, i valori massimi di concentrazione sierica si ottengono nel giro di 4-8 ore e sono dose-dipendenti. L'orgoteina viene eliminata per via renale, principalmente come farmaco immodificato, se somministrato in dosi superiori a 2 mg/kg.

## Tossicità
Il valore della DL50 nel ratto è > 400 mg/kg per via sottocutanea e 274 mg/kg per via intraperitoneale.

## Usi clinici
L'orgoteina è indicata nel trattamento di forme infiammatorie di varia eziologia. Il farmaco ha dato buoni risultati nelle artropatie degenerative, nella artrite reumatoide, nella periartrite scapolo-omerale, nelle epicondiliti, nelle borsiti, nella cistite interstiziale ed in altri disturbi urologici.
Il farmaco si è dimostrato efficace anche nella cistite da raggi ed in altri tipi di infiammazioni associate a terapia radiante. L'orgoteina è stata anche utilizzata nel morbo di La Peyronie (od induratio penis plastica), con efficacia limitata.

## Dosi terapeutiche
Nel trattamento delle ricadute di artropatie degenerative, fra cui gonartrosi e coxartrosi, si iniettano localmente 8 mg di orgoteina una volta alla settimana per un ciclo di trattamento di 6-8 settimane. Se necessario il trattamento può essere proseguito con somministrazioni meno frequenti.
Nell'artrite reumatoide si iniettano per via intraarticolare 8 mg di farmaco nelle articolazioni colpite. Le iniezioni intraarticolari vengono eseguite con frequenza di una volta alla settimana per un ciclo di 6 settimane. Nei soggetti affetti da periartrite, epicondiliti, borsiti e tendiniti si somministrano 8 mg di orgoteina, diluita in 1-2 ml di solvente, per infiltrazione locale, una o più volte a distanza di una settimana. Nella cistite interstiziale e da raggi si ricorre a 8–16 mg di farmaco, diluiti in 10-20 ml di solvente, per infiltrazione intramurale, previa narcosi. La somministrazione può essere ripetuta 4-6 volte ad intervalli di 4 settimane. Nel trattamento del morbo di La Peyronie, dopo aver eseguito una anestesia locale, si iniettano intrafocalmente 8 mg di farmaco 3-10 volte, ad intervalli di 2-4 settimane.

## Effetti collaterali
In seguito alla somministrazione di orgoteina o altre superossido dismutasi sono state riportate reazioni allergiche locali come arrossamento, gonfiore e dolore nel sito di iniezione, congiuntivite, rinite, orticaria, asma. In letteratura sono inoltre segnalate manifestazioni più gravi, come edema della glottide e shock anafilattico.

## Controindicazioni e precauzioni d'uso
L'orgoteina è controindicata in caso di ipersensibilità al prodotto o alle proteine in genere e in presenza di patologie legate ad alterato metabolismo di rame o zinco; è inoltre controindicata in età pediatrica, durante la gravidanza e l'allattamento. Nei soggetti che soffrono di manifestazioni allergiche il prodotto va somministrato solo in caso di effettiva necessità e sotto il diretto controllo del medico, eventualmente dopo test cutaneo per intradermoreazione.
La soluzione iniettabile del farmaco andrebbe preparata appena prima della sua somministrazione che deve avvenire solo per via intraarticolare, per infiltrazione locale e per via intramurale-vescicale. Nel mescolarlo con anestetici locali si deve tenere presente che la ricostituzione del prodotto deve essere effettuata in solventi che mantengano il pH della soluzione non inferiore a 4, per motivi di stabilità.